# یانگ میامی
کاریشا روماکا براونلی (به انگلیسی: Caresha Romeka Brownlee؛ زادهٔ ۱۱ فوریهٔ ۱۹۹۴) که بیشتر با نام هنری یانگ میامی (به انگلیسی: Yung Miami) شناخته می‌شود، رپر آمریکایی است. وی با جی‌تی در سال ۲۰۱۷ گروهٔ دونفرهٔ موسیقی هیپ هاپ سیتی گرلز را به‌وجود آورد و حرفهٔ انفرادی خود را در سال ۲۰۱۷ آغاز نمود.